# پی‌آر نیوزوایر
پی‌آر نیوزوایر (انگلیسی: PR Newswire) شرکت انتشارات آمریکایی است، که در سال ۱۹۵۴ توسط هربرت موشل تأسیس شد.